# Горні Драгичевці
45°47′ пн. ш. 16°34′ сх. д. / 45.79° пн. ш. 16.56° сх. д.
Горні Драгичевці (хорв. Gornji Dragičevci) — населений пункт у Хорватії, у Б'єловарсько-Білогорській жупанії у складі міста Чазма.

## Населення
Населення за даними перепису 2011 року становило 119 осіб.
Динаміка чисельності населення поселення: